# Gramática del inglés
La gramática inglesa es el conjunto de reglas implícitas que estructuran el uso del idioma inglés. Esto incluye las palabras, sintagmas, cláusulas y oraciones, hasta formar la estructura de textos completos, hablados o escritos.
Existen variaciones históricas, sociales, culturales y regionales del inglés. Las divergencias de la gramática descrita aquí ocurren en algunos dialectos. Este artículo describe un inglés estándar generalizado: la forma hablada y escrita utilizada en el medio público; como los medios de comunicación, educación, entretenimiento, gobierno y noticias, en una variedad de registros que abarcan desde los formales hasta los informales. Existen diferencias de gramática entre las formas estándar del inglés británico, estadounidense y australiano, aunque estas son menores que las diferencias en el vocabulario y la pronunciación.
El inglés moderno ha abandonado  el sistema de casos  del indoeuropeo en favor de las construcciones analíticas. Los pronombres personales conservan el caso morfológico con más fuerza que cualquier otra clase de palabras (un remanente del sistema de casos germánico más extenso del inglés antiguo). Para otros pronombres, y todos los sustantivos, adjetivos y artículos, la función gramatical se indica solo por el orden de palabras, por preposiciones y por el genitivo sajón, llamado también "caso posesivo".
En inglés se distinguen comúnmente nueve clases de palabras: sustantivos (nombres), adjetivos, determinantes, pronombres, verbos, adverbios, preposiciones exclamaciones  y conjunciones, aunque los determinantes han sido tradicionalmente clasificados junto con los adjetivos, y de esta manera se obtendrían ocho categorías. Los sustantivos forman el grupo de palabras más extenso y  los verbos ocupan el segundo puesto. A diferencia de muchos idiomas indoeuropeos, los sustantivos en inglés no tienen género gramatical.

## Reglas para hispanohablantes
Hay algunas reglas de especial importancia para los hispanohablantes, referidas a puntos en que el inglés y el español difieren:
- En inglés, todas las oraciones llevan sujeto.  Vivo aquí = I live here   Live here.   No están en casa.  = They aren't at home. Aren't at home.      Está lloviendo = It is raining.  Is raining.
- Los adjetivos no tienen plural; nunca se les añade una "s".  Los jardines son bonitos. The gardens are beautiful beautifuls.
- La palabra "brother", aunque esté en plural, solo se refiere a los varones; si queremos hablar de chicos y chicas, hay que decir, por ejemplo:  Do you have any brothers or sisters?
- Cuando se habla de algo en general, sea concreto o abstracto, no se usa the: La vida es corta. = Life is short. The life is short  El azúcar es malo para ti. Sugar is bad for you. The sugar is bad for you.
- El orden de las palabras es muy estricto en inglés. El objeto va siempre después del verbo:  Yo te quiero. = I love you. I you love.   Ella lo ve. She sees him.   She him sees.   Y no se puede poner ningún elemento entre el sujeto y el verbo:  Yo ayer me compré una camiseta. = Yesterday I bought a T-shirt.=  I bought a T-shirt yesterday.  I yesterday bought a T-shirt. (exceptuando adverbios de frecuencia y otros adverbios similares)
- La forma de los verbos terminada en ing se usa, como en español, para los tiempos continuos (She is reading = Ella está leyendo), pero además se emplea como sustantivo. En español, esta función la realiza el infinitivo, como se ve en estos ejemplos:  I like dancing = Me gusta bailar . Playing chess is difficult.  = Es difícil jugar al ajedrez.  Parking is forbidden . Está prohibido aparcar. Do you like camping? =¿Te gusta acampar?  En particular, cuando un verbo hace de sujeto de la oración, normalmente se emplea la forma en ing: Speaking English fluently  can help you find a good job = Hablar inglés con fluidez puede ayudarte a encontrar un buen trabajo.

## Clases de palabras
Los sustantivos, verbos, adjetivos y adverbios forman clases abiertas: clases de palabras que aceptan fácilmente nuevos miembros. Los otros se consideran clases cerradas. Por ejemplo, es raro que se pueda crear un nuevo pronombre. Las interjecciones no se describen aquí, ya que no intervienen en la estructura básica del idioma.
Se suelen aceptar nueve clases de palabras en inglés: sustantivos, verbos, adjetivos, adverbios, pronombres, preposiciones, conjunciones, determinantes y exclamaciones. En inglés las palabras generalmente no están marcadas en una clase especifica, y por ello no es posible distinguir por la forma a qué clase pertenecen, excepto, en cierta medida, en el caso de palabras con terminaciones de inflexión (como -s o -ing) o sufijos de derivación (como -ly, -y o -ish). Por la misma razón, la mayoría de las palabras pertenecen a más de una clase; por ejemplo, run (correr) puede servir como verbo o sustantivo, aunque normalmente se analiza como dos lexemas diferentes según sea uno u otro. Los lexemas se pueden flexionar para expresar diferentes significados gramaticales. El lexema run tiene las formas runs, ran, runny, runner y running. Las palabras de una clase a veces pueden derivarse de las de otra. Esto tiene el potencial de dar lugar a nuevas palabras. El nombre aerobics ha dado lugar recientemente al adjetivo aerobicized.
Las palabras se combinan para formar sintagmas. Un sintagma generalmente cumple la misma función que una palabra de alguna clase en particular. Por ejemplo, my very good friend Peter es una expresión que puede sustituir en una oración a un sustantivo simple y, por lo tanto, es un sintagma nominal. Del mismo modo, los sintagmas adjetivos y los sintagmas adverbiales funcionan como si fueran adjetivos o adverbios, pero con otros tipos de sintagmas la terminología tiene implicaciones diferentes. Por ejemplo, un sintagma verbal consiste en un verbo junto con cualquier objeto y otros dependientes; un sintagma preposicional consiste en una preposición y su complemento (y, por lo tanto, suele ser un tipo de sintagma adverbial); y un sintagma determinante es un tipo de sintagma nominal que contiene un determinante.

## Sustantivos
Muchos sufijos comunes forman sustantivos a partir de otros sustantivos o de otros tipos de palabras, como -age: shrinkage (contracción, disminución...), -hood: sisterhood (hermandad), etc. Sin embargo, muchos otros son formas básicas que no contienen ningún sufijo (como cat, grass, France).
| Sufijo - Sustantivo | Sufijo - Sustantivo     | Sufijo - Sustantivo | Sufijo - Sustantivo            |
| ------------------- | ----------------------- | ------------------- | ------------------------------ |
| -age                | wastage, postage        | -al                 | approval, withdrawal           |
| -ant                | deodorant, disinfectant | -dom                | kingdom, wisdom                |
| -ee                 | referee, tutee          | -er, -or            | trainer, runner, actor, vendor |
| -hood               | childhood, sisterhood   | -ing                | building, fencing              |
| -ism                | socialism, idealism     | -ist                | artist, realist                |
| -ity                | practicality, identity  | -ment               | amazement, amusement           |
| ness                | fitness, politeness     | -ship               | ownership, studentship         |
| -tion, -sion        | caption, extension      | -tude               | altitude, multitude            |
| -y                  | entry, discovery        |                     |                                |

Los sustantivos también se crean a menudo mediante la conversión de verbos o adjetivos, como con las palabras talk (charla) y reading (lectura) (a boring talk, the assigned reading).
A veces se clasifican semánticamente (por sus significados) como sustantivos propios y sustantivos comunes (California, China vs. frog, milk) o como sustantivos concretos y sustantivos abstractos (book, laptop vs. embarrassment, prejudice). A menudo se hace una distinción gramatical entre sustantivos contables (contables) como clock y city, y sustantivos no contables (incontables) como milk o sugar. Algunos sustantivos pueden funcionar de ambas formas. La palabra "wine" (vino) es contable en This is a good wine (este es un buen vino) o incontable como en I prefer red wine (prefiero el vino tinto).
Los contables  tienen formas singulares y plurales. En la mayoría de los casos, el plural se forma a partir del singular agregando -s: dog-s, house-s (perro-s, casa-s), aunque también hay formas irregulares: woman/women, foot/ feet mujer-es, pie-s), incluso casos invariables: sheep, series  (oveja-s, serie-s ).

### Reglas de pluralización
Los sustantivos terminados en alguna de las siguientes consonantes: s, ss, sh, ch (cuando se pronuncia como en español), x, z, agregan -es. Estos plurales se pronuncian con una sílaba más:  watch  --   wat  ches   /  box  --  bo  xes      Hay unos cuantos sustantivos acabados en  "o" que también  añaden  "-es", pero sin cambio fonético.
| Inglés         | Inglés       | Español        | Español      |
| -------------- | ------------ | -------------- | ------------ |
| Forma singular | Forma plural | Forma singular | Forma plural |
| Eyelash        | Eyelashes    | Pestaña        | Pestañas     |
| Watch          | Watches      | Reloj          | Relojes      |
| Box            | Boxes        | Caja           | Cajas        |
| Glass          | Glasses      | Vaso           | Vasos        |
| Hero           | Heroes       | Héroe          | Heroes       |
| Potato         | Potatoes     | Patata         | Patatas      |

Los sustantivos terminados en ch cuando se pronuncia como [k] (principalmente de origen griego), solamente agregan -s:
| Inglés         | Inglés       | Español        | Español      |
| -------------- | ------------ | -------------- | ------------ |
| Forma singular | Forma plural | Forma singular | Forma plural |
| Monarch        | Monarchs     | Monarca        | Monarcas     |

Los sustantivos terminados en y precedida de una letra consonante cambian la y por i y agregan -es:
| Inglés         | Inglés       | Español        | Español      |
| -------------- | ------------ | -------------- | ------------ |
| Forma singular | Forma plural | Forma singular | Forma plural |
| Lady           | Ladies       | Dama           | Damas        |
| Fly            | Flies        | Mosca          | Moscas       |
| Photocopy      | Photocopies  | Fotocopia      | Fotocopias   |

Los sustantivos terminados en y precedida de una vocal, solamente agregan -s:
| Inglés         | Inglés       | Español        | Español      |
| -------------- | ------------ | -------------- | ------------ |
| Forma singular | Forma plural | Forma singular | Forma plural |
| Boy            | Boys         | Niño           | Niños        |
| Key            | Keys         | Llave          | Llaves       |
| Toy            | Toys         | Juguete        | Juguetes     |

Muchos sustantivos terminados en -f o -fe cambian estas por -ves, pero hay muchos otros (especialmente con nombres que acaban en -ief, -oof, -eef, -ff, -rf) que solo añaden -s, como por ejemplo cliffs, roofs, o chiefs.
| Inglés         | Inglés       | Español         | Español      |
| -------------- | ------------ | --------------- | ------------ |
| Forma singular | Forma plural | Forma singular  | Forma plural |
| Wolf           | Wolves       | Lobo            | Lobos        |
| Knife          | Knives       | Cuchillo        | Cuchillos    |
| Scarf          | Scarves      | Bufanda         | Bufandas     |
| Leaf           | Leaves       | Hoja (de árbol) | Hojas        |

Los plurales irregulares no siguen ninguna norma:
| Inglés         | Inglés          | Español           | Español      |
| -------------- | --------------- | ----------------- | ------------ |
| Forma singular | Forma plural    | Forma singular    | Forma plural |
| Man            | Men             | Hombre            | Hombres      |
| Woman          | Women           | Mujer             | Mujeres      |
| Child          | Children        | Niño (en general) | Niños        |
| Mouse          | Mice            | Ratón             | Ratones      |
| Fish           | Fish (o Fishes) | Pez               | Peces        |
| Tooth          | Teeth           | Diente            | Dientes      |
| Foot           | Feet            | Pie               | Pies         |
| Sheep          | Sheep           | Oveja             | Ovejas       |
| Deer           | Deer            | Ciervo            | Ciervos      |
| Goose          | Geese           | Ganso             | Gansos       |
| Ox             | Oxen            | Buey              | Bueyes       |
| Louse          | Lice            | Piojo             | Piojos       |
| Phenomenon     | Phenomena       | Fenómeno          | Fenómenos    |
| Criterion      | Criteria        | Criterio          | Criterios    |
| Spectrum       | Spectra         | Espectro          | Espectros    |
| Belief         | Beliefs         | Creencia          | Creencias    |

### Cognados, falsos cognados y falsos amigos
Debido sobre todo al gran número de palabras de origen romance del inglés, en español e inglés hay muchos sustantivos que tienen formas iguales o casi iguales, especialmente por escrito. Tales palabras se denominan cognados, es decir, términos con un mismo origen etimológico y mismo significado, como por ejemplo: Television - televisión, problem - problema, France - Francia,  America - América.
Sin embargo, existen también numerosos falsos cognados o falsos amigos, términos que parecen significar lo mismo que una palabra de un idioma diferente, pero que en realidad tienen un significado total o parcialmente distinto.

## El género

### Pronombres personales
Frente a las demás lenguas europeas, que conservan el género masculino y femenino, como ocurre con el español, el francés y el italiano, o incluso los tres géneros del indoeuropeo y las lenguas clásicas (en el alemán y las lenguas eslavas), en el inglés actual la distinción de género se ha perdido casi por completo. Gramaticalmente, sólo se aprecia en los pronombres. En lo que se refiere al léxico, la cuestión es compleja.  
Los pronombres personales ingleses solamente distinguen el género en la tercera persona de singular: 
- sujeto:   he / she / it
- objeto:  him / her / it
- adjetivo posesivo:   his / her / its

De hecho, hay más distinciones que en español, dado que existe el pronombre it neutro, empleado para objetos inanimados y algunos  animales. Por otra parte, a diferencia del español, los posesivos (el adjetivo y el pronominal) no muestran variación con respecto a lo "poseído", puesto que los nombres no tienen género:  
- La camisa es suya (de él) =The shirt is his.
- El abrigo es suyo (de él) = The coat is his.

El posesivo varía en función del "género natural" del  poseedor: 
- La libreta es suya, de ella = the notebook is hers.
- La botella es suya, de él: = the bottle is his.

He/she se traducen por él/ella, mientras que it, estrictamente, carece de traducción. A veces se presenta ello como la forma correspondiente española, pero en cuanto al uso, no se corresponde en absoluto. Y es que es el pronombre más utilizado en lenguaje formal. Como en español no es obligatorio el sujeto, es habitual dejarlo en blanco: 
- I like your garden. It's very nice. = Me gusta tu jardín. Ø Es muy bonito. Ello es muy bonito
- It often rains here. = A menudo Ø llueve aquí.

### Términos de parentesco
Dónde más visibles pueden ser las diferencias entre el español y el inglés es al usar términos de parentesco o relacionados con la profesión. En español, las palabras que hacen referencia a personas, en plural incluyen a ambos géneros; en inglés es obligatorio mencionar a cada uno: 
- my brother, mi hermano (varón);
- my sister,  mi hermana (mujer),
- mis hermanos (varones y mujeres) = my siblings ( La palabra siblings hace referencia en general a hermanos o hermanas en plural. Por ejemplo, en la pregunta: How many siblings do you have? su significado sería ¿Cuántos hermanos o hermanas tienes? Por lo tanto uno responde: I have one brother  and one sister, o según el número de hermanos o hermanas que uno tenga.
- my uncle (mi tío), my aunt (mi tía). En español, "mis tíos" puede referirse a "mi tío y mi tía"; en inglés se diría "my uncle and aunt".

Por otra parte, en inglés existe la palabra "parent", que se puede usar en singular y en plural y no tiene marca de género; podría equipararse a "progenitor", aunque esta palabra pertenece a un registro formal, mientras que "parent" es una palabra de amplio uso.  
Dicho de otro modo, en inglés las palabras con marca de género lo conservan en plural: fathers, brothers, uncles, etc. hacen referencia a los varones exclusivamente, y mothers, sisters, aunts, etc. tan solo a las mujeres. 
Además de "parent" hay otras palabras relacionadas con la familia que no tiene marca de género, como "cousin", que puede ser primo o prima; "child, children" se usan con frecuencia en el sentido de "hijos", aunque sean adultos, y pueden referirse a ambos sexos.

### Profesiones
Con las palabras que designan profesiones ocurre algo parecido a lo que sucede con los términos de parentesco. Muchos de estos términos son neutros con respecto al género, es decir, pueden referirse a una mujer o a un hombre. Esto ocurre con pilot, teacher,  doctor,  bus-driver, writer y muchísimos más, la mayoría de los cuales sí tienen marca de género en español, y son el equivalente a cousin  y  parent en el caso de las palabras que describen los lazos familiares. Cuando se desea especificar, se usan, entre otros recursos, prefijos o adjetivos como en she-teacher, female teacher; woman doctor; lady writer. Entre los sufijos, -ess es especialmente productivo: waitress, countess, stewardess, tigress, actress, hostess, ... El problema es que muchas veces no se puede discernir si la palabra sin marca de género es masculina o común. Hay vocablos de los que existen tres formas: género común, masculino y femenino, por ejemplo:
- police officer / policeman / police woman
- firefighter / fireman / firewoman

## El caso posesivo
Esta estructura es una de las que más les suele chocar,  y más difícil resulta, a la mayoría de los hispanohablantes. Es lo poco que queda de lo que en el inglés antiguo era un sistema de declinaciones parecido al del latín y de otras lenguas modernas como el alemán o el ruso. Se le llama también genitivo sajón, haciendo referencia a los sajones, unos pueblos germánicos que, junto con los anglos, dieron forma a la lengua inglesa. El caso posesivo es un ejemplo de premodificación, un fenómeno que también se ve en las palabras compuestas y en los grupos nominales en general. La palabra que especifica o modifica el  nombre se coloca delante, no después del nombre. En los siguientes ejemplos el premodificador es un nombre / un adjetivo / el posesivo  de un nombre:
- a chocolate cake = un pastel de chocolate
- the most dangerous animal = el animal más peligroso
- Susan's coat = el abrigo de Susan

Dicho de forma sencilla,  en inglés, añadir  's  (apóstrofo + s)  a un nombre equivale a lo que en español es poner "de" delante del nombre:
- Susan's = de Susan

En español, esa expresión va después del elemento que se quiere modificar (aquí, abrigo / coat), pero en inglés se coloca delante. La traducción literal (*de Susan abrigo) es imposible en español, pero ayuda a entender la estructura.
Nuestro ejemplo indica posesión, como así lo expresa la palabra "posesivo", pero esta estructura se usa para diversos tipos de relaciones. Su otra denominación, genitivo sajón, apunta al nacimiento, y con ello al parentesco:  
- Your wife's  brother is your brother-in-law = El hermano de tu mujer es tu cuñado (literalmente "de tu mujer hermano es tu cuñado")

A continuación, unos ejemplos que ilustran algunas reglas o particularidades.
- Who is the bride's father?  (El "the" va con "bride", no con "father")
- Manolo's dog's name is Bob.  (Se pueden encadenar dos y más posesivos. Se puede usar el posesivo con un animal cuando se lo considera persona)
- Here is the girls' room.  (Después de una s de plural solo se pone el apóstrofo. En el lenguaje hablado, no se nota diferencia entre plural y singular)
- I met James's wife / James' wife.  (Después de un singular acabado en "s" ambas formas son correctas)
- This is my bag, and that is Jenny's.  (La expresión con s puede ir sola)
- We are at Tony's = at Tony's home / place / ...  (De ahí también que haya bares, restaurantes etc. llamados McDonald's, Moe's, etc,)
- A week's holiday  = una semana de vacaciones  (El caso posesivo se puede usar con expresiones que indican un periodo de  tiempo)
- The Government's plan for Russia's problems = El plan del gobierno para los problemas de Rusia  (o un conjunto de personas)

Hay que tener en cuenta que, si bien el genitivo sajón se traduce por "de", no siempre que en español digamos "de" eso corresponde al genitivo. Más arriba teníamos el ejemplo del pastel de chocolate:  chocolate cake. Sería imposible, de hecho sería una barbaridad,  decir *chocolate's cake. Como respuesta a la pregunta ¿qué tipo de? (aquí, ¿qué tipo de pastel?) se usa una palabra compuesta. Ejemplos:
- música de película - ¿qué tipo de música? - "film music"
- vestido de boda - ¿qué tipo de vestido? - "wedding dress"

En otros casos, cuando no es posible preguntar ¿qué tipo de? pero tampoco se puede usar el posesivo, se emplea of:
- El silencio de los corderos = The silence of the lambs.
- El mago de Oz = The wizard of Oz.

## Determinantes
Los determinantes en inglés constituyen una clase de palabras relativamente pequeña. En ella se encuentran los artículos; los demostrativos e interrogativos como this, that y which; los posesivos como my, your, his, etc y whose (también puede desempeñar el papel de determinante el Genitivo sajón como en John's car [el coche de John] o the girl's shoes [los zapatos de la chica]); los cuantificadores como all, some, many, various; y numerales (one, two, first, second,...). También hay muchas expresiones que pueden desempeñar el papel de determinantes: a couple of [un par de], a bunch of [un montón de], all the water [toda el agua], the many problems [los muchos problemas].

#### Artículos
Al igual que en español, los artículos en inglés se dividen en determinado e indeterminado. 
- El artículo determinado the se refiere a algo o alguien conocido, y a diferencia del español no tiene género ni número: the car (el coche), the cars (los coches).
- El artículo indeterminado a se refiere a lo no conocido en singular, y tampoco hace distinción de género: a car (un coche), a house (una casa).

Se utiliza el artículo a cuando precede a palabras que empiezan por una consonante: a book (un libro), a blue lamp (una lámpara azul). Hay una segunda forma, an, que se utiliza cuando la palabra siguiente se pronuncia con un sonido inicial vocálico, por ejemplo an ant, an elegant woman, an island, an old man, an unbelievable story. Esta regla vale con independencia de que la palabra en cuestión se escriba con vocal o consonante inicial: an hour (la h es muda), a European (el sonido inicial es como el de you, no suena una vocal).
También se usa an con acrónimos cuya primera letra aunque sea una consonante suena como vocal. Esto ocurre delante de las consonantes f, l, m, n, r, s, x: an FM station (una emisora FM), o cuando empieza por una vocal: an apple (una manzana), an elephant (un elefante). 
Se usa a y no an con las palabras que empiezan por "u" o por la combinación "eu" cuando se pronuncian con un sonido consonante /iu/, como en "you": a uniform (un uniforme), a European (un europeo). También con algunas palabras que empiezan por "o" cuando esta suena como /w/: a one-eyed man (un hombre tuerto).
| Tipo              | Español          | Inglés    |
| ----------------- | ---------------- | --------- |
| Definido          | el, la, los, las | the       |
| Indefinido        | un, una          | a, an     |
| Indefinido plural | unos, unas       | some, any |

El pronombre indefinido some también puede funcionar como determinante; en este caso es el equivalente de los artículos indeterminados en español unos, unas o algunos, algunas: I have some lamps for you (tengo unas lámparas para ti), Give me some apples (dame unas manzanas). La forma en oraciones negativas e interrogativas es any: I don't have any lamps for you (no tengo [unas] lámparas para ti). Ahora bien, some y any también se usan con nombres incontables (en singular, evidentemente, pues los incontables por definición carecen de plural). En español no tenemos una palabra equivalente, a veces se usa un poco de, algo de. Ejemplos:
- She has some water left = A ella le queda algo de agua.
- Is there any sugar on the table? = ¿Hay azúcar en la mesa?
- We spent some time on the beach. = Pasamos un tiempo en la playa.

### Omisión del artículo
El artículo definido e indefinido se omiten en inglés cuando el sustantivo es plural y designa a un grupo de entes en general.
- Women are strong = Las mujeres son fuertes.
- Dogs are man's best friend. = Los perros son el mejor amigo del hombre.

### Contable / incontable
En inglés, nos encontramos a menudo con el concepto incontable  / contable. La dificultad, si acaso, puede estar en los casos límite. ¿El agua es contable? En principio no, pero igual que pedimos dos cervezas, a veces pedimos dos aguas. En inglés, el concepto de incontable es más riguroso, y raramente se diría two waters, ni two breads a la hora de pedir pan. Y la mayor diferencia con el español es que hay bastantes términos abstractos que son incontables en inglés, pero sí pueden contarse en español. Por ejemplo, un consejo, dos consejos. En inglés, los consejos no se pueden contar, o sea que es incorrecto decir an advice. Para ofrecerle un consejo a alguien, podemos decir I can give you some advice. Es decir, una cierta cantidad de consejo. No hay reglas que nos digan qué nombres son incontables (más allá del sentido común que nos puede dar pistas en el caso de palabras que se refieren a cosas materiales, como el agua y el pan). El dinero es incontable; es incontable en inglés money y también en español: no se puede decir un dinero, dos dineros.

### Cómo contar lo incontable

#### Alimentos
Los líquidos son incontables, claro. Los contamos metiéndolos en envases:
- a cup of tea / coffee . . .
- a glass of water / Coke / juice . . .
- a bottle of beer /  wine / soda . . .
- a carton of milk / cream . . .

Pero con algunos se hace trampa, por así decirlo. Se oye a menudo one beer,  two coffees.
Con los alimentos sólidos es un poco más complicado. Bien es cierto que piece es muy polivalente:
- a piece of fruit = una (pieza de) fruta
- a piece of cheese = un trozo de queso
- a slice of  roastbeef

#### Objetos de uso común
Hay muchos objetos que vienen de dos en dos, o que están compuestos de dos partes simétricas: pantalones, tijeras, gafas . . . en inglés se consideran parejas, y se cuentan como tales:
- a pair of jeans / shorts / trousers / socks / pyjamas
- a pair of scissors  /  sunglasses /  binoculars

Y otros que no son parejas, sino piezas:
- a piece of furniture = una pieza de mobiliario; o sea, un mueble.
- a piece of baggage / luggage = una pieza de equipaje, un bulto.

#### Conceptos abstractos
Esto es lo menos intuitivo. Por otra parte, casi todo se puede resolver con piece:
- a piece of information = un dato, una información
- a piece of advice = un consejo
- a piece of news = una noticia

Hay algunos sustantivos que no se pueden “cuantificar” así, pero que podemos sustituir por un sinónimo que sí es contable:
- trouble = a problem
- work = a job, a task
- accommodation = a house, a flat, a place to live
- poetry = a poem
- travel = a trip, a journey

## Pronombres
Los pronombres son un grupo cerrado de palabras que sustituyen a los nombres y a los sintagmas nominales. Este grupo lo forman pronombres personales, demostrativos, relativos, interrogativos y algunos otros, principalmente indefinidos.

### Pronombres personales
Los pronombres personales en inglés son:
| traducción (sujeto) | sujeto | objeto | reflexivo  | Posesivos | Posesivos  |
| traducción (sujeto) | sujeto | objeto | reflexivo  | adjetivo  | pronominal |
| ------------------- | ------ | ------ | ---------- | --------- | ---------- |
| yo                  | I      | me     | myself     | my        | mine       |
| tú, usted           | you    | you    | yourself   | your      | yours      |
| él                  | he     | him    | himself    | his       | his        |
| ella                | she    | her    | herself    | her       | hers       |
| ----                | it     | it     | itself     | its       | ----       |
| nosotros, nosotras  | we     | us     | ourselves  | our       | ours       |
| vosotros, ustedes   | you    | you    | yourselves | your      | yours      |
| ellos, ellas        | they   | them   | themselves | their     | theirs     |

En contextos muy específicos (poesía, textos de la Biblia) aparecen  a veces los pronombres arcaicos  thou / thee (segunda persona de singular, sujeto y objeto respectivamente). A partir del siglo XI comenzaron a utilizarse como formas familiares equivalentes al tú  español, mientras que el you se reservaba para situaciones más formales, como el  usted. Entre 1600 y 1800 cayeron en desuso.
El uso de los pronombres personales de sujeto es imperativo en la lengua inglesa. En el idioma español, por el contrario, es posible conocer quién habla, de quién se habla o a quién se habla sin tener que mencionarlos en forma explícita. Los pronombres personales constituyen una de las primeras lecciones que se enseñan en las clases de español.

### Pronombres indefinidos y compuestos
|       | body      | one         | thing      | where      | time               | how     |
| ----- | --------- | ----------- | ---------- | ---------- | ------------------ | ------- |
| some  | somebody  | someone     | something  | somewhere  | sometime sometimes | somehow |
| any   | anybody   | anyone      | anything   | anywhere   | anytime            | anyhow  |
| no    | nobody    | no one none | nothing    | nowhere    | --                 | --      |
| every | everybody | everyone    | everything | everywhere | --                 | --      |

#### Combinaciones consome
| some             | alguno, alguna, algún.          |
| somebody someone | alguien                         |
| something        | algo, alguna cosa.              |
| somewhere        | en algún lado, en alguna parte. |
| sometime         | alguna vez, algún día.          |
| sometimes        | de vez en cuando, a veces.      |
| somehow          | de alguna forma, de algún modo. |

#### Combinaciones conany
|                 | en afirmaciones       | en interrogaciones       |
| --------------- | --------------------- | ------------------------ |
| any             | cualquier, cualquiera | alguno, alguna, algún?   |
| anybody, anyone | cualquiera, quien sea | alguien, alguno, alguna? |
| anything        | cualquier cosa        | algo, alguna cosa?       |
| anywhere        | en cualquier lugar    | en alguna parte?         |

#### Formas negativas
| not any no                           | ninguno, ninguna, ningún       |
| not anybody not anyone nobody no one | nadie                          |
| not anything nothing                 | nada, ninguna cosa             |
| not anywhere nowhere                 | en ningún lugar                |
| none                                 | nada, ninguno, ninguna, ningún |

#### Combinaciones conevery
| every              | cada, todo, todos, todas                  |
| everybody everyone | cada cual, cada uno, todos, todo el mundo |
| everything         | todo                                      |
| everywhere         | en todos lados, en todas partes           |

Nótese que los pronombres con every se suelen traducir en plural pero son singular: 
- Every Saturday. = Todos los sábados.
- Every house has been destroyed. = Se han destruido todas las casas.
- Everybody is here. = Todos están aquí.
- Every bird is singing. = Todos los pájaros están cantando.

El cada del español en general corresponde a each, no a every:
- Each bird is different. = Cada pájaro es diferente.

### Pronombres relativos
| who whom | quien/quienes, que, el cual/cuales |
| whose    | cuyo/cuya, cuyos/cuyas             |
| which    | que, el cual, la cual, etc.        |
| what     | lo que                             |
| that     | que                                |

Who se emplea como sujeto y como objeto: 
- She' s the girl who Tom loves (objeto)
- That's the man who went to prison (sujeto)

Whom solo puede cumplir la función de objeto, pero se usa poco, y prácticamente nunca en el lenguaje hablado.

## Reglas ortográficas y de pronunciación aplicables a las desinencias
Hay un grupo de reglas que debemos respetar al añadir terminaciones a las palabras, concretamente al  formar el pasado simple y el participio pasado regular, el presente simple en tercera persona de singular, el plural de  los sustantivos así como el comparativo y el  superlativo cuando se construyen flexionando el adjetivo. 
-s ,  -ed ,  -er , o -est      cuando se añade uno de estos morfemas a la raíz de la palabra , 
si ésta acaba en  consonante + y,  la "y" se convierte en "ie" o "i".  
one baby, two babies  /  you fly, he flies  /  I was happy but now I'm happier. / don't cry! - - I haven't cried!
si termina con un fonema sibilante (expresado ortográficamente como s, se, sh, ce, ch  etc.), -s se sustituye por  -es y la terminación  se pronuncia como una sílaba más:  we watch, he watches  /  one bus, three buses  /  one kiss, a lot of kisses
Para  obtener  el pasado o participio  (regular) de un verbo, se añade  normalmente  -ed, salvo que el verbo termine en -e; entonces solo se agrega -d.
play, he played  /  dance, we danced  /  open,  she opened   /    
si la raíz  acaba en consonante + vocal + consonante,  al añadir la terminación se duplica la consonante:    elephants are big; they are the biggest land animals  /   you have to tip the waiter; tipping is  very common in the USA   /  stop, they stopped  /   plan,  we have planned it   /  
Cuando  la terminación  -ed va después de una  -d  o  -t,  se pronuncia como una sílaba más:  They said "wait" and I waited.  (wait - ed).  My aunt liked to knit and knitted  (knit - ted)  sweaters for everybody.   

## Adjetivos

### Generalidades
Los adjetivos se pueden usar básicamente de dos maneras, igual que ocurre en español: con el verbo ser (o equivalente), esto se llama uso predicativo:
- The house is large = La casa es grande

O junto con el nombre, pero a diferencia del español, en este caso el  adjetivo va delante del nombre, salvo raras excepciones; aquí la función es atributiva: She lives in a large house (Ella vive en una casa grande). El adjetivo inglés no tiene forma plural, nunca se le añade -s: a blue bird, un ave azul, some blue birds, unas aves azules. 
Ahora bien, existe también el adjetivo pospuesto, es decir a continuación del nombre, en algunos casos particulares, por ejemplo: 
- Tras un pronombre:  I need something small / Have you seen anything interesting?
- Con otro adjetivo  superlativo:  the cheapest ticket available = the cheapest available ticket (ambas formas son correctas)[24]
- En ciertas expresiones que hacen referencia a la nobleza u otros cargos: the President elect / Prince Royal.

### La comparación
Para hacer comparaciones, como hacemos en español con más, (tu perro es más viejo que el mío), sí se modifican la mayoría de los adjetivos. La oración anterior queda así: your dog is older than mine. O sea, al adjetivo old se le agrega la terminación -er para que signifique "más viejo". Así se hace con todos los adjetivos considerados cortos, es decir, los monosílabos y muchos de los que tiene tienen dos sílabas: small - smaller (más pequeño), funny - funnier (más divertido). Hay unos pocos adjetivos irregulares, entre ellos, igual que en español, las palabras "mejor, peor": better, worse. Los adjetivos largos (3 o más sílabas así como algunos de dos sílabas) forman el comparativo como en español, anteponiendo more: more difficult (más difícil).
En inglés existe además la forma superlativa, con la que se destaca  una cosa o persona entre las demás. Va casi siempre precedida de un determinante: the best student in class (el mejor alumno de la clase). Los adjetivos cortos tienen una forma comparativa acabada en -est: This is our cheapest meal (esta es nuestra comida más barata). Los largos llevan delante the most: The most beautiful scenery (el paisaje más bonito).

### Orden de los adjetivos
Si no estamos intentando enfatizar algún adjetivo en particular, el orden en inglés de los adjetivos es tan característico que un hablante nativo nota si se ha alterado. Por lo general no se añaden más de tres adjetivos a un solo sustantivo; es en contextos literarios donde pueden aparecer más.
Primero van los subjetivos o valorativos de opinión (unusual, lovely, beautiful, expensive, handsome, comfy); después suelen venir los que califican objetivamente: segundos, los que tengan que ver con el tamaño (big, small, tall); tercero, los que tengan que ver con una cualidad física (thin, rough, untidy); cuarto, algo que se refiera a la forma (round, square, rectangular, long-stemmed); quinto, lo referente a la edad (young, old, new, youthful); sexto, lo referido al color (blue, red, pink), séptimo, lo referido al origen étnico (Dutch, Japanese, Turkish); octavo, lo referente a la materia (metallic, wooden, plastic); noveno, tipo (general-purpose, four-sided, U-shapped) y décimo, propósito (cleaning, hammering, cooking, stop, bouncing, sleeping, walking). [cita requerida] Por ejemplo, that's an unusual big red plastic cooking tool tiene sentido en inglés, pero no that's a cooking big unusual plastic red tool. Otro ejemplo: es correcto she was a beautiful, tall, thin, young, black-haired Mexican woman, pero nunca se escucharía she was a Mexican, young, thin, tall, black-haired beautiful woman. Little, por el contrario, no va entre los de tamaño, sino entre los de edad.

## Verbos
La lengua inglesa ha evolucionado en unos pocos siglos de forma drástica, pasando de ser un idioma muy flexionado (conjugaciones y declinaciones)  a una lengua analítica sin apenas flexiones. En el sistema verbal, vemos que las desinencias se han reducido hasta su mínima expresión, y por otra parte han surgido formas compuestas como las que expresan el aspecto perfectivo y el continuo, mientras que los verbos modales han adquirido nuevas funciones. Otro fenómeno notable es el debilitamiento del modo subjuntivo.

### Categorías verbales
En inglés hay cuatro categorías verbales, las cuales, combinadas entre sí, dan lugar a  los tiempos gramaticales: 
- 2 tiempos: presente, pasado
- 2 pares de aspectos: imperfectivo / perfectivo, simple / continuo
- 2 voces: activa, / pasiva
- 3 modos: indicativo, subjuntivo, imperativo

No todos los lingüistas están de acuerdo con esta clasificación; hay quienes consideran modo la forma interrogativa y la condicional; otros no se ponen de acuerdo sobre si el futuro es o no un tiempo, etc. 

#### Tiempos simples
En este contexto, "simple" hace referencia al hecho de que la forma afirmativa del verbo conste de una sola palabra.
En presente simple, el verbo mantiene la forma base para todas las personas menos la 3.ª persona de singular, que lleva la desinencia -s o -es, aplicando la regla ortográfica general. Ejemplos:
- I live here, you live here, she lives in Paris.
- We work hard, you work hard, they work hard.
- You study, your brother studies.

En pasado simple, todas las personas tienen la misma forma, pero hay que distinguir entre verbos regulares e irregulares. El pasado regular acaba en -ed, se aplican las habituales reglas ortográficas y de pronunciación. 
Hay quienes consideran el futuro formado con will + infinitivo como tiempo.

#### Tiempos progresivos o continuos
Se forman igual que la perífrasis de gerundio en español: verbo be + forma en -ing. Ejemplos: 
- Presente progresivo, negativo: I am not looking.
- Pasado progresivo, afirmativo: She was dancing.
- Pasado perfecto progresivo, negativo: I hadn't been doing anything. (No había estado haciendo nada.)

#### Tiempos perfectivos
Se utiliza el verbo auxiliar have + participio pasado (si es simple, como se suele entender por defecto). Ejemplos:  
- Presente perfecto: She has bought the book, Have you been in China?
- Futuro perfecto:  They will have finished in May.
- Pasado perfecto (pluscuamperfecto): I was sure I  had seen her  before.

### La voz pasiva
La voz pasiva se forma igual que en español y en las demás lenguas románicas (el verbo be, en el tiempo y la forma adecuada, más el participio pasado), aunque el uso difiere en varios aspectos. Se emplea mucho más en inglés, incluso en la lengua hablada. En español se tiende más a usar otras construcciones impersonales que cumplen un papel semejante. Ejemplos:
- My car was stolen. (pasado simple) = Mi coche fue robado. /  Me robaron el coche.
- Spanish is spoken in a lot of countries. (presente simple) = El español es hablado en muchos países. / El español se habla en muchos países.
- The door can't be opened. (infinitivo pasivo) = La puerta no puede ser abierta. / La puerta no se puede abrir.

La pasiva se utiliza, sobre todo, cuando el agente no es conocido o no interesa, pero se puede expresar añadiéndolo con la preposición by:
- Radioactivity was discovered by Marie Curie. = La radiactividad fue descubierta por Marie Curie.

En inglés no existe un verbo que signifique exactamente nacer; la expresión be born (I was born, you were born, she has been born, they will be born, etc.) es formalmente un verbo en pasiva, que se puede interpretar como "ser parido", aunque hoy en día el verbo bear ya no tiene ese significado.
Un aspecto en el que la voz pasiva inglesa difiere bastante del español es que se puede usar, y con frecuencia se usa, como sujeto de la oración pasiva, el complemento indirecto de la correspondiente oración activa:
- (activa) They told the children a story.
- (pasiva) The children were told a story. / A story was told to the children.

En español, la primera oración, con "the children" como sujeto, no es posible, pero en inglés esta construcción es incluso más común que la segunda.

### Tiempos verbales
Las combinaciones de tiempo y aspecto anteriores dan lugar a un número importante de tiempos verbales: fundamentales: presente, pasado, futuro y condicional. Estos cuatro tiempos se combinan con tres aspectos (imperfectivo, continuo)
- Simples, que sintácticamente carecen de auxiliar y que incluyen los siguientes:
  - Simples no progresivos: 
    - Presente simple, que se reconoce por no llevar sufijos TAM en la raíz;
    - Pasado simple, que incluye una marca de pasado en la raíz, usualmente -ed en los verbos regulares y puede incluir -en e incluso umlaut en los verbos irregulares o fuertes;
    - Futuro simple, marcado regularmente mediante un auxiliar (will, shall o sus formas negativas);
    - Condicional, marcado regularmente por el auxiliar en tiempo pasado would (o su forma negativa).

  - Progresivos (o continuos), equivalentes en general a "auxiliar (ser) + gerundio" en español, denotan acciones que se están realizando en el momento en que se habla. Morfológicamente los tiempos progresivos tienen el sufijo -ing:
    - Presente progresivo;
    - Pasado progresivo.
- Compuestos, que denotan acciones terminadas y por tanto aspecto perfectivo:
  - Compuestos no-progresivos o no-continuos:
    - Presente perfecto;
    - Pasado perfecto;
    - Futuro perfecto.

  - Progresivos, similares a los simples progresivos:
    - Presente perfecto progresivo;
    - Pasado perfecto progresivo.

El siguiente cuadro resume los tiempos anteriores, para el verbo write 'escribir':
|               | Tiempos simples    | Tiempos simples         | Tiempos compuestos        | Tiempos compuestos             |
| - progresivos | + progresivos      | - progresivos           | + progresivos             |                                |
| ------------- | ------------------ | ----------------------- | ------------------------- | ------------------------------ |
| Presente      | I write            | I am writing            | I have written            | I have been writing            |
| Pasado        | I wrote            | I was writing           | I had written             | I had been writing             |
| Futuro        | I shall/will write | I shall/will be writing | I shall/will have written | I shall/will have been writing |
| Condicional   | I would write      | I would be writing      | I would have written      | I would have been writing      |

### Verbos en presente
Los verbos en presente tienen la misma forma que los infinitivos sin to. La principal excepción es el verbo to be. La conjugación en el present simple no requiere para la mayoría de personas gramaticales modificaciones de la raíz del verbo (verb stem), usando por tanto la forma del zero infinitive (infinitivo sin la partículla to), excepto la tercera persona del singular, a la que se le agrega la desinencia -s:
| Comer (infinitivo)         | (to) eat |
| Yo como                    | I eat    |
| Tú comes / Vosotros coméis | You eat  |
| Nosotros/nosotras comemos  | We eat   |
| Ellos/ellas comen          | They eat |

En el caso de la tercera persona singular, se añade una -s a la raíz del verbo:
| Él /ella come | He / she / it eats |

Si el verbo termina en -y se elimina la y y se añade -ies; por ejemplo, He carries his suitcase. ("Él lleva su maleta.") (Ver reglas de pluralización). Casi siempre es necesario escribir o decir un sujeto en cada oración, incluso en frases que nunca llevan sujeto en español; por ejemplo, en español se dice "Es la una de la tarde" para indicar esa hora, pero en inglés es necesario usar el pronombre it al inicio de la frase: It is one (o'clock). Aunque para contestar a la pregunta What time is it? (¿Qué hora es?), se puede contestar simplemente one, en lugar de It's one.

### Verbos en pasado
El pasado simple casi siempre va acompañado de expresiones de tiempo como: 'yesterday, last (month, week, year, etc.), a week ago. Tanto el pasado como el participio de los verbos regulares acaba en -ed. Las reglas para formar el pasado simple de estos verbos son las siguientes:
1. Si el verbo termina en -y después de una consonante, se cambia la -y a i y se agrega -ed: cry / cried.
2. Si el verbo es de una sílaba y termina en una consonante después de un vocal, se dobla la última consonante y se agrega -ed, excepto cuando el verbo termina en x: plan / planned, pero ax / axed.
3. Si el verbo tiene acento en la sílaba final se dobla la última consonante y se agrega -ed: permit / permitted.
4. Si el verbo termina en -e, solo se agrega -d: love / loved.
5. Se agrega -ed a todos los demás verbos: play / played.

### Formas verbales no conjugadas
Hay 4 formas verbales no conjugadas, es decir, formas que no se adaptan a una persona gramatical y no expresan un tiempo:
- El infinitivo sin to: live, be, understand
- El infinitivo con to: to live, to be, to understand
- El participio pasado: lived, been, understood
- La forma en -ing: living, being, understanding

Hay un poco de vacilación con la denominación de estas formas. En el término infinitivo (infinitive) casi todo el mundo está de acuerdo (a veces se habla de base form), pero donde hay más discrepancias es en la cuarta forma de la lista. Hay quien habla de gerundio (gerund), con independencia de la función que cumpla; otros distinguen entre gerundio (gerund), y participio presente (present participle). La expresión forma -ing engloba todos los usos, y se ha puesto de moda en los últimos años usar solo esta denominación; es una forma de no equivocarse nunca.
El infinitivo sin to se emplea después de verbos modales (can, will, should, ...) y con el verbo do para formar oraciones negativas e interrogativas en los tiempos simples:
- Where does he live?
- You shouldn't be so strict.
- I can understand this.

El infinitivo con to se emplea, sobre todo, como complemento de otros verbos como want, need, promise, pretend, hope, etc. y muchos más:
- I want to live here.
- He promised to be on time.
- She pretends to understand it, but in fact she doesn't.

También se usa después de un adjetivo: It's great to be here with you!

### Formas perifrásticas
Para formar un verbo en futuro se le añade el verbo auxiliar will antes del infinitivo del verbo (sin to). Por ejemplo: You will eat spaghetti. ("Comerás espaguetis"). Para formar el condicional se le añade la palabra would antes del infinitivo del verbo (sin to): You would eat spaghetti. ("Comerías espaguetis").
El tiempo progresivo del inglés, en el presente y el pasado, usa el verbo to be seguido del gerundio del verbo principal: I am thinking ("Estoy pensando"); You are winning ("Estás ganando"); We were talking about baseball ("Estábamos hablando del béisbol" o "Hablábamos del béisbol"). Nótese que el imperfecto en español se traduce al pasado progresivo en inglés cuando indica una acción en progreso en el pasado.
El tiempo perfecto del inglés usa el verbo auxiliar have seguido del participio del verbo principal. Por ejemplo, I have done the work ("Yo he hecho el trabajo"), They had seen the movie ("Habían visto la película").

### Negación e interrogación
Para construir un verbo en negativo en un tiempo simple, se usa una forma del verbo auxiliar do seguido de la palabra "not" y el infinitivo del verbo principal (sin to); por ejemplo: We do not have any money ("No tenemos ningún dinero"), She does not dance ("Ella no baila"). En el pasado se usa did not en todas formas: He did not write the essay ("Él no escribió el ensayo"), You did not finish your homework ("No terminaste tu tarea"). Nótese que el tiempo del verbo do indica el tiempo de la frase; el verbo principal siempre está en la forma infinitivo, a pesar del tiempo de la frase.
El negativo de tiempos compuestos también usa la palabra not, pero estos tiempos mantienen la forma del verbo auxiliar original; se pone la palabra not detrás del verbo auxiliar. Por ejemplo, I am not running ("Yo no estoy corriendo"); They had not made the clothes ("No habían hecho la ropa"). 
La palabra not puede ser contraída a n't y añadida al final del verbo auxiliar, como don't, hadn't, isn't, weren't, etc.; no puede hacerse esto con I am not, que se contrae a I'm not.
En preguntas con la forma del verbo auxiliar do, el orden es do + sujeto + infinitivo del verbo principal sin to (+ sustantivo u otra palabra). Además sólo se escribe un signo de interrogación al final de la pregunta. Este orden ocurre en las interrogaciones simples. Por ejemplo: Does she draw? ("¿Dibuja ella?"), Do you understand me? ("¿Me entiendes?") Did you have a question? ("¿Tenías una pregunta?"). Cuando la pregunta usa el auxiliar be, no se utiliza el auxiliar do. Por ejemplo: Is she happy? ("¿Está ella feliz?"). Otras oraciones más compuestas utilizan adverbios interrogativos (cuánto, cómo, dónde...) al principio de la pregunta. Los adverbios más importantes son who (quién), what (qué), where (dónde), when (cuándo), why (por qué) y how (cómo). Cuando se usan estos adverbios, se utiliza el verbo auxiliar, por ejemplo do, después del adverbio. Por ejemplo: When did he buy the car? ("Cuándo compró el coche?").
Para responder a una pregunta simple (sin adverbio interrogativo), se usa yes ("sí") o no ("no") seguido de una coma y la forma apropiada del verbo auxiliar, acompañada del pronombre personal. En negativo también se añade la palabra not después del verbo auxiliar en la respuesta. Por ejemplo: Do they go to school? Yes, they do. ("¿Van a la escuela? Sí."), Is she eating? No, she is not (isn't). ("¿Está ella comiendo? No, no está comiendo.").

### Verbos irregulares
Existen varios patrones de flexión en los verbos irregulares, sin embargo no existen reglas definitivas sobre "que agregar" o "que quitar" en una palabra que sea del grupo de "verbos irregulares", a los que estudian el idioma siempre se les recomienda que se los aprendan uno a uno.
Casi todos los verbos son regulares en el presente; los excepciones notables son to be ("ser" y "estar") → I am, you/we are, he/she is; to have ("tener" y "haber" en tiempos perfectos) → I/we/they have, he/she has; y to do ("hacer") → I/you/we/they do, he/she does. En el pasado, un verbo es regular si su pasado simple y de participio terminan en -ed. Por ejemplo: arrive ("llegar") → arrived ("llegó, llegado"). Con la excepción del verbo to be cada verbo usa la misma conjugación para cada forma en el pasado.
- Un verbo es irregular si su pasado simple o su participio pasivo no termina en -ed. Por ejemplo: write ("escribir") → wrote ("escribió", en pasado simple), written ("escrito", en pasado de participio).

Los verbos irregulares ingleses más importantes son: (infinitivo → pasado simple → pasado participio):
- to be → I/he/she was, we/they/you were → been;
- to do → did → done;
- to eat → ate → eaten ("comer");
- to give → gave → given ("dar");
- to go → went → gone ("ir");
- to have → had → had ("haber/tener");
- to make → made → made ("hacer, fabricar");
- to speak → spoke → spoken ("hablar");
- to spend → spent → spent ("gastar").

### Verbos modales
Los verbos modales son un tipo particular de verbos auxiliares. No llevan -s en la tercera persona de singular y son defectivos, es decir, no existen en tiempos diferentes y ni siquiera tienen infinitivo, lo cual queda patente al ponerles "to" delante: es imposible decir *to can, *to should, etc. Tampoco se puede formar el gerundio: *canning, *musting. Por esta razón, con frecuencia hay que usar un verbo "sustituto". Ejemplo: 
Para formar el futuro con "will", se necesita el infinitivo: I will work,  they will wait. Como el verbo can carece de infinitivo, no podemos usarlo para traducir "yo podré" (I will can) Se utiliza, en este caso, el verbo to be able (ser capaz): I'll be able = Seré capaz. Del mismo modo, para decir "él no ha podido" : He hasn't been able. (no ha sido capaz).
La diferencia entre los modales y los demás verbos auxiliares es que lo verbos modales aportan, por así decirlo, un matiz semántico al verbo con el que se combinan. Acabamos de ver la posibilidad; otros matices son necesidad, permiso, certeza, etc.
Can, de hecho, tiene varios usos: habilidad,  permiso, posibilidad: 
- Habilidad: He can play the trumpet very well, Blind people can't see. En español usamos poder o saber. Nótese que no es correcto decir Blind people don’t see. [cita requerida]

Con los verbos de percepción es obligatorio emplear can:
- - ¿Me oyes? = Can you hear me?
  - Ella no sentía nada. = She couldn't feel anything.
  - ¿Lo ves desde aquí? = Can you see it from here?
- Permiso: Can I ask you a question?
- Posibilidad: He can come in now, they have opened the door.

Could expresa habilidad y posibilidad en el pasado:
- Habilidad: He could speak three languages when he was 8 years old.
- Posibilidad: He couldn't do anything; the situation was desperate.

También se puede usar could para pedir permiso. Es más formal, cortés que can:
- Could you please lend me some money? = ¿Me podrías prestar dinero?

May expresa permiso en el presente: May I ask you a question? – You may not smoke here.

#### Obligación, necesidad, prohibición, recomendación
Must expresa necesidad y obligación en el presente:
- You must stop at a red traffic light = (Tienes que detenerte, es obligatorio).
- I must  buy some fruit = (tengo que comprar, es necesario)

Mustn't expresa  prohibición en presente:
- You mustn't drink and drive. = No debes beber y conducir (no está permitido).
- Students mustn't enter the teachers' room without permission. = Los alumnos no deben entrar a la sala de profesores sin permiso.

Don't have to se usa para decir que no hay obligación. Atención: en español, no tener que es ambiguo. Compárese:
- You don't have to speak (it's not obligatory) = No tienes por qué hablar, no hace falta que hables.
- You mustn’t speak; you aren't allowed to speak. = No debes hablar, no tienes permiso para hablar.

Para otros tiempos verbales, se usan have to y be allowed to como verbos de sustitución.

### Verbos preposicionales[32]
Los verbos preposicionales, también llamados verbos compuestos (en inglés, phrasal verbs, multi-word verbs) son verbos que llevan detrás una preposición o adverbio también llamado partícula (around, down, in, out, up, etc.). En lo que respecta a su uso gramatical, los hay de tres tipos.

#### Verbos preposicionales de tipo 1
Verbos intransitivos, es decir, que no llevan complemento. Ejemplos:
- get up = levantarse (de la cama)
- stay in = quedarse (en casa)
- go out = salir

En la mayoría de los casos, el significado del verbo se puede deducir del sentido de la partícula, aunque a veces, no se desprende de manera obvia. Así, teniendo en cuenta que away significa alejamiento, distancia, tiene lógica que look away se traduzca por apartar la vista. En cambio, en look out es más difícil captar el sentido de tener cuidado derivándolo de out (hacia afuera). 

#### Verbos preposicionales de tipo 2
Verbos transitivos inseparables. Estos verbos se usan con un complemento. Ejemplos con look for (buscar):
- He is looking for his mobile. (Él está buscando su móvil).
- He is looking for it. (Él lo está buscando).

Se puede considerar que la partícula aquí es una preposición, y va obligatoriamente delante del complemento, tanto si este es un nombre como si es un pronombre. Se llaman "inseparables" por contraste con el tipo 3.

#### Verbos preposicionales de tipo 3
Verbos transitivos separables. Con estos verbos, que también llevan complemento, la sintaxis es distinta. Ejemplo con put on (ponerse (ropa, etc.)):
- I'll put on my new dress. = I'll put my new dress on. (Me pondré mi vestido nuevo).
- I'll put it on.  (Me lo pondré).

Si el complemento es un nombre, se puede colocar delante o después de la partícula. Si es un pronombre, va necesariamente delante; es decir, el verbo se separa, insertándose el pronombre entre el verbo propiamente dicho y la partícula. No hay reglas para saber de qué tipo es un verbo dado. En los diccionarios, aparecen las abreviaturas de transitivo e intransitivo así como separable, inseparable. Otra manera de representarlo es con something / somebody  (sth / sb). Los verbos del tipo 1 llevan la abreviatura intr o similar: 
- tipo 2: look for sth / sb
- tipo 3: put sth on

Ejemplos:
- Look after sth / sb - cuidar de algo o alguien
- Look around - mirar por todos lados (intrans.)
- Look at sth / sb - mirar (algo, a alguien)
- Look back - mirar hacia atrás   (intrans.)
- Look for sth / sb - buscar algo, a alguien
- Look sth over - revisar algo
- Look sth up - buscar algo en el diccionario/un listado
- Look up to sb - admirar a alguien
- Look down on sb - despreciar a alguien
- Look to sb - recurrir a alguien
- Look forward to sth - anticipar algo con ilusión
- Look out - tener precaución (intransitivo)